# Parque de Édouard Vaillant
El parque de Édouard Vaillant (Square Édouard-Vaillant en francés) es un parque ajardinado del XX Distrito de París.

## Descripción

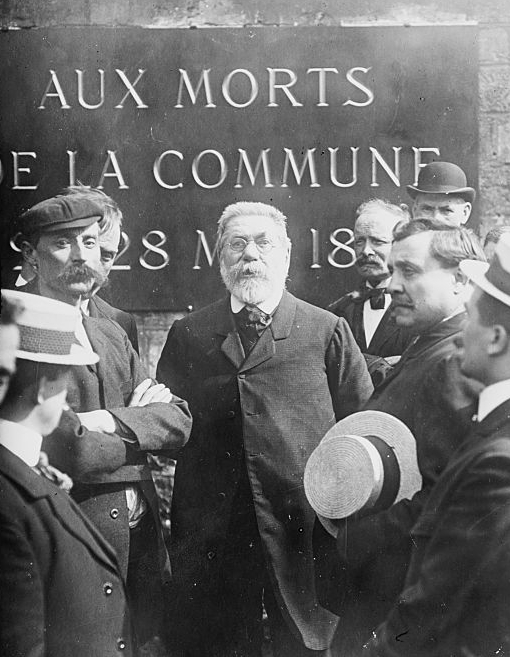
El político Édouard Vaillant, que da nombre al parque, fotografiado frente al muro de los federados que separa el Cementerio del Père-Lachaise de la Square Samuel de Champlain

Creado en 1879, el parque se extiende sobre 8085 m².
El nombre del parque está dedicado a la memoria de Édouard Vaillant (1840-1915), político socialista del siglo XIX. Anteriormente había sido llamado parque Tenon (en francés square Tenon) en honor del cirujano Jacques-René Tenon (1724-1816). El Hospital Tenon que se extiende en el flanco oriental del parque fue el primero de París en ser atendido por personal laico. 
En la calle de la China, que bordea al parque, existe una construcción de estilo chino, situada en la esquina de la rue de Ménilmontant.
El parque está formado por ejemplares especiales como un avellano de Bizancio, de 19 metros de altura y 1,42 m de circunferencia plantado en 1915; también existen 40 Ginkgo biloba con alturas de hasta 27 metros. También tiene castaños, árboles del paraíso, y un árbol de gutapercha (Eucommia ulmoides productor de látex), arbustos de azaleas , brezos, camelias y hortensias.
Existe en el parque una escultura de Léon Gambetta, réplica de la conservada en el Museo del Louvre. Realizada por Louis-Charles Boileau y Jean-Paul Aubé, formaba parte del Monumento a Gambetta del Patio Napoleón del Louvre.

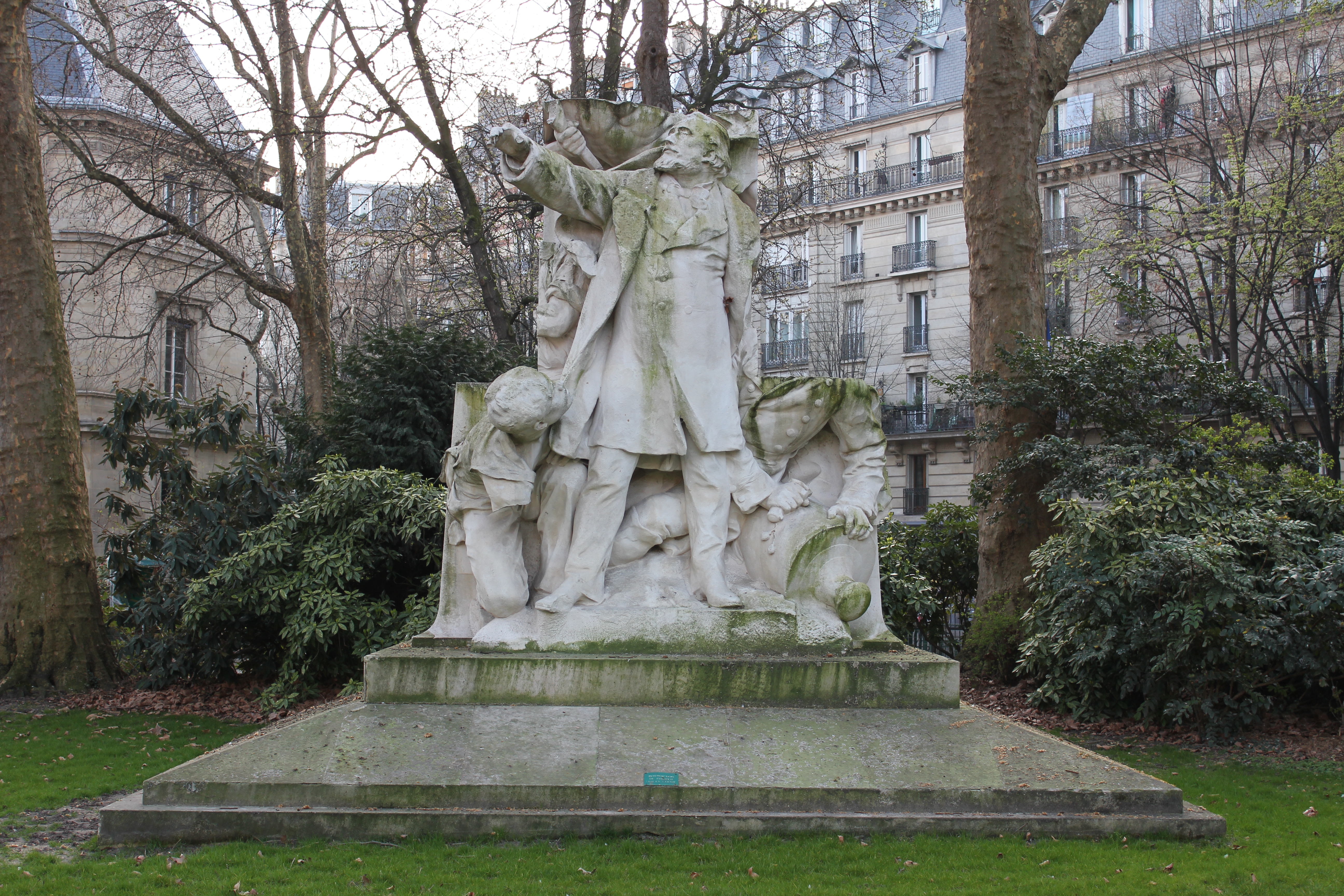
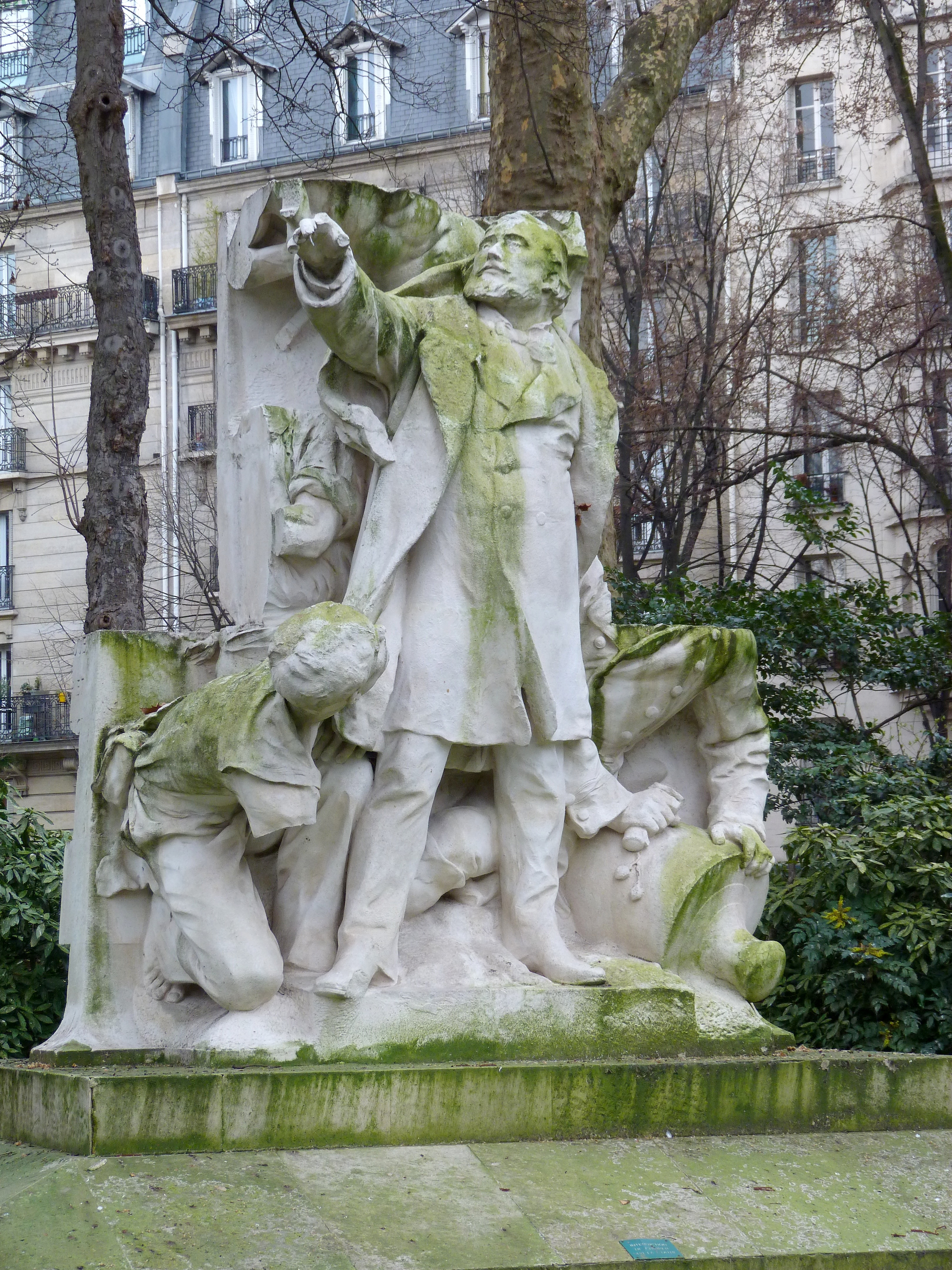
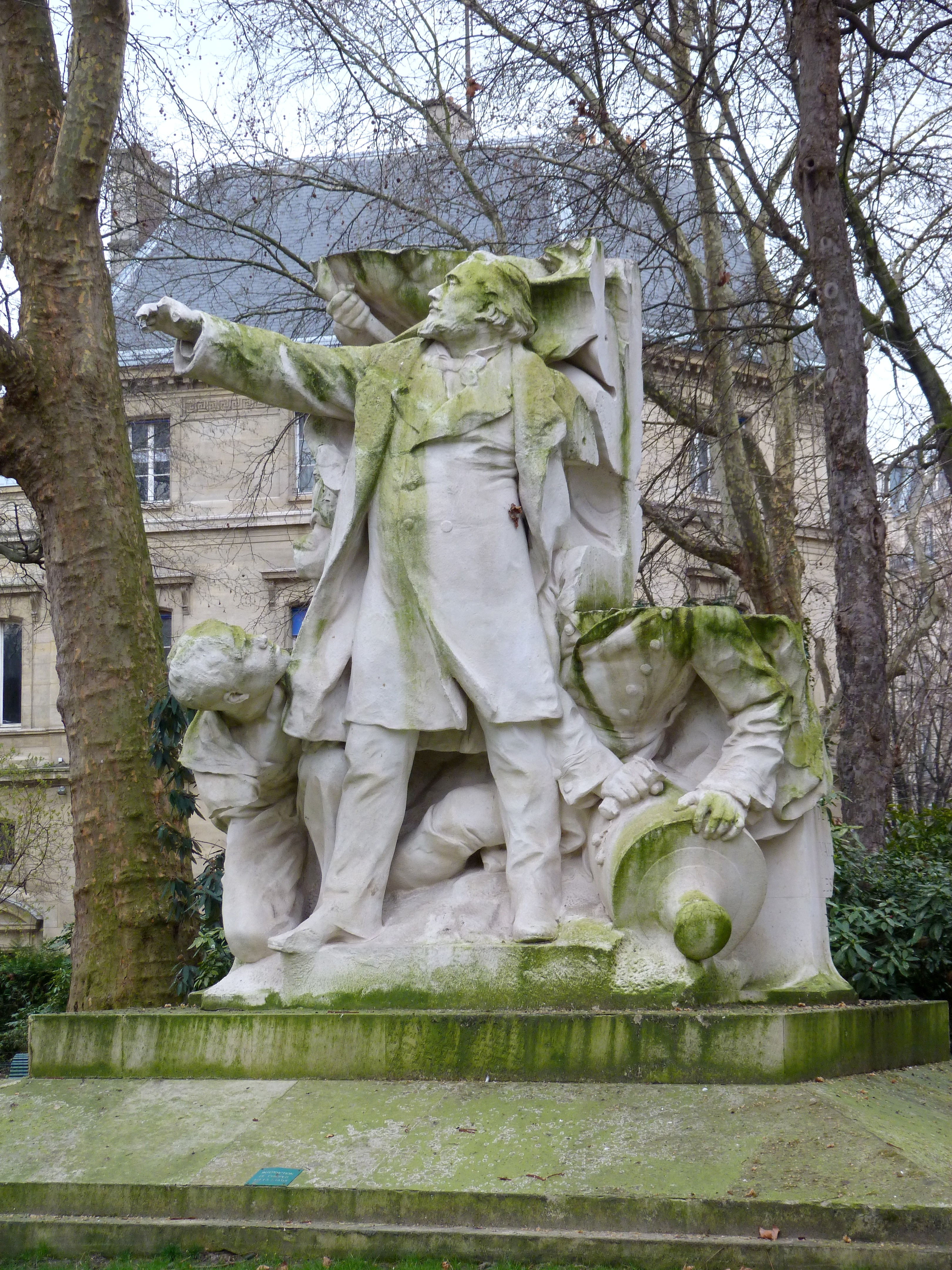

En la parte norte existe un jardín de invierno, al modo del Segundo Imperio francés.

## Situación
Se localiza en el cruce de la avenida Gambetta con el Bulevar Mortier. Está limitada por las calles Belgrand al sur, de la China al oeste, del Japón al este y la avenida Gambetta al norte. Se encuentra colindante con el Hospital Tenon.
 -  Línea 3 y  Línea 3 bis  - Gambetta